# Campeonato dos Quatro Continentes de Patinação Artística no Gelo
O Campeonato dos Quatro Continentes de Patinação Artística no Gelo (4CC) é uma competição anual de patinação artística no gelo organizada pela União Internacional de Patinagem desde 1999 que não conta com representantes europeus. Os quatro continentes que dão nome à competição são as Américas, Ásia, África e Oceania. Os patinadores competem em quatro eventos, individual masculino, individual feminino, pares e dança no gelo.

## Qualificação
Podem participar do Campeonato dos Quatro Continentes patinadores que pertençam a um país-membro da ISU não europeu. Cada país membro pode levar até três patinadores ou duplas de patinadores.
A escolha dos patinadores participantes na competição em cada ano fica ao critério de cada federação nacional. Para competir, como acontece em outros campeonatos de nível sénior organizados pela ISU, os patinadores devem ter mais de 15 anos no dia 1 de julho do ano anterior à prova.

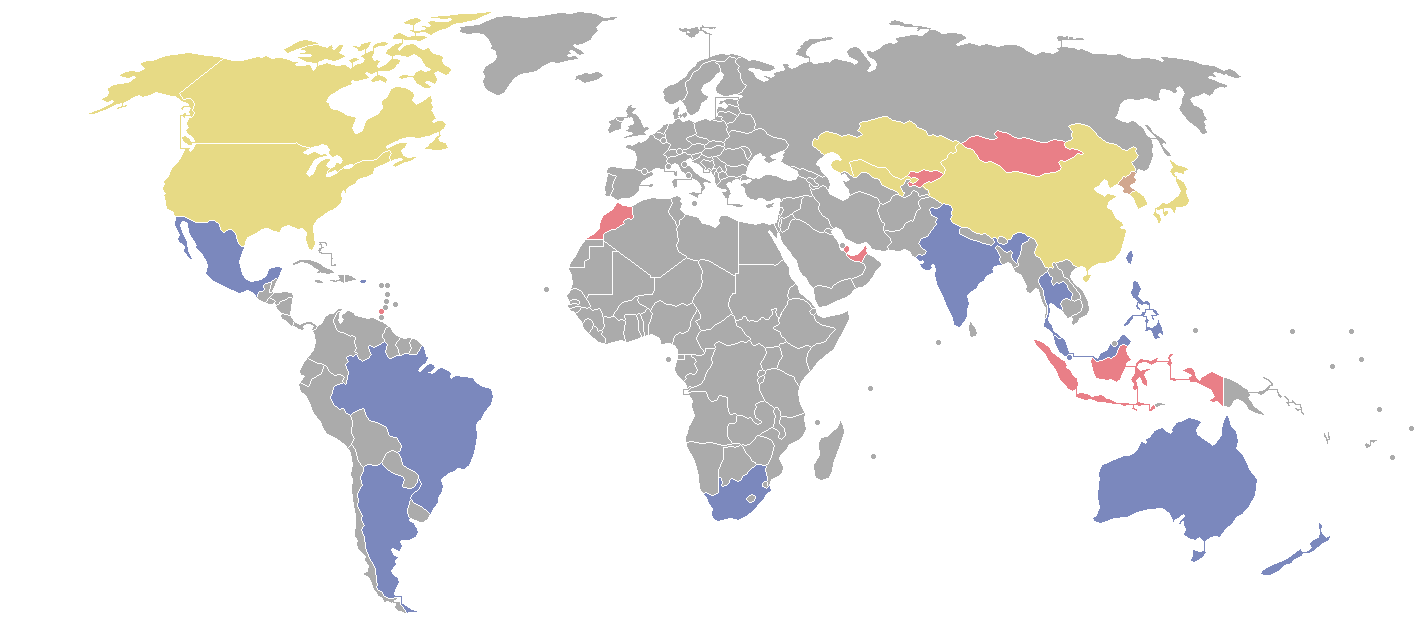
Países que já conquistaram medalhas de ouro
Países que conquistaram ao menos uma medalha de bronze
Países elegíveis que já participaram.
Países elegíveis que não disputaram.

Os seguintes países são elegíveis para enviar patinadores para a competição:
| - África do Sul - Argentina - Austrália - Brasil - Canadá - Cazaquistão - China - Coreia do Norte - Coreia do Sul | - Estados Unidos - Filipinas - Granada - Hong Kong - Índia - Japão - Malásia - Marrocos | - México - Mongólia - Nova Zelândia - Porto Rico - Singapura - Tailândia - Taipé Chinesa - Uzbequistão |

## Edições
| Ano  | Edição | Cidade sede      | País           | M | F | P | D | Ref    |
| ---- | ------ | ---------------- | -------------- | - | - | - | - | ------ |
| 1999 | 1.ª    | Halifax          | Canadá         | • | • | • | • | [ 2 ]  |
| 2000 | 2.ª    | Osaka            | Japão          | • | • | • | • | [ 3 ]  |
| 2001 | 3.ª    | Salt Lake City   | Estados Unidos | • | • | • | • | [ 4 ]  |
| 2002 | 4.ª    | Jeonju           | Coreia do Sul  | • | • | • | • | [ 5 ]  |
| 2003 | 5.ª    | Pequim           | Canadá         | • | • | • | • | [ 6 ]  |
| 2004 | 6.ª    | Hamilton         | Canadá         | • | • | • | • | [ 7 ]  |
| 2005 | 7.ª    | Gangneung        | Coreia do Sul  | • | • | • | • | [ 8 ]  |
| 2006 | 8.ª    | Colorado Springs | Estados Unidos | • | • | • | • | [ 9 ]  |
| 2007 | 9.ª    | Colorado Springs | Estados Unidos | • | • | • | • | [ 10 ] |
| 2008 | 10.ª   | Goyang           | Coreia do Sul  | • | • | • | • | [ 11 ] |
| 2009 | 11.ª   | Vancouver        | Canadá         | • | • | • | • | [ 12 ] |
| 2010 | 12.ª   | Jeonju           | Coreia do Sul  | • | • | • | • | [ 13 ] |
| 2011 | 13.ª   | Taipei           | Taiwan         | • | • | • | • | [ 14 ] |
| 2012 | 14.ª   | Colorado Springs | Estados Unidos | • | • | • | • | [ 15 ] |
| 2013 | 15.ª   | Osaka            | Japão          | • | • | • | • | [ 16 ] |
| 2014 | 16.ª   | Taipei           | Taiwan         | • | • | • | • | [ 17 ] |
| 2015 | 17.ª   | Seul             | Coreia do Sul  | • | • | • | • | [ 18 ] |
| 2016 | 18.ª   | Taipei           | Taiwan         | • | • | • | • | [ 19 ] |
| 2017 | 19.ª   | Gangneung        | Coreia do Sul  | • | • | • | • | [ 20 ] |
| 2018 | 20.ª   | Taipei           | Taiwan         | • | • | • | • | [ 21 ] |
| 2019 | 21.ª   | Anaheim          | Estados Unidos | • | • | • | • | [ 22 ] |

## Lista de medalhistas

### Individual masculino
| Evento                           | Ouro                          | Prata                          | Bronze                          | Ref    |
| Halifax 1999 (detalhes)          | Takeshi Honda · Japão         | Li Chengjiang · China          | Elvis Stojko · Canadá           | [ 23 ] |
| Osaka 2000 (detalhes)            | Elvis Stojko · Canadá         | Li Chengjiang · China          | Zhang Min · China               | [ 23 ] |
| Salt Lake City 2001 (detalhes)   | Li Chengjiang · China         | Takeshi Honda · Japão          | Michael Weiss · Estados Unidos  | [ 23 ] |
| Jeonju 2002 (detalhes)           | Jeffrey Buttle · Canadá       | Takeshi Honda · Japão          | Gao Song · China                | [ 23 ] |
| Pequim 2003 (detalhes)           | Takeshi Honda · Japão         | Zhang Min · China              | Li Chengjiang · China           | [ 23 ] |
| Hamilton 2004 (detalhes)         | Jeffrey Buttle · Canadá       | Emanuel Sandhu · Canadá        | Evan Lysacek · Estados Unidos   | [ 23 ] |
| Gangneung 2005 (detalhes)        | Evan Lysacek · Estados Unidos | Li Chengjiang · China          | Daisuke Takahashi · Japão       | [ 23 ] |
| Colorado Springs 2006 (detalhes) | Nobunari Oda · Japão          | Christopher Mabee · Canadá     | Matthew Savoie · Estados Unidos | [ 23 ] |
| Colorado Springs 2007 (detalhes) | Evan Lysacek · Estados Unidos | Jeffrey Buttle · Canadá        | Jeremy Abbott · Estados Unidos  | [ 23 ] |
| Goyang 2008 (detalhes)           | Daisuke Takahashi · Japão     | Jeffrey Buttle · Canadá        | Evan Lysacek · Estados Unidos   | [ 23 ] |
| Vancouver 2009 (detalhes)        | Patrick Chan · Canadá         | Evan Lysacek · Estados Unidos  | Takahiko Kozuka · Japão         | [ 23 ] |
| Jeonju 2010 (detalhes)           | Adam Rippon · Estados Unidos  | Tatsuki Machida · Japão        | Kevin Reynolds · Canadá         | [ 23 ] |
| Taipei 2011 (detalhes)           | Daisuke Takahashi · Japão     | Yuzuru Hanyu · Japão           | Jeremy Abbott · Estados Unidos  | [ 23 ] |
| Colorado Springs 2012 (detalhes) | Patrick Chan · Canadá         | Daisuke Takahashi · Japão      | Ross Miner · Estados Unidos     | [ 23 ] |
| Osaka 2013 (detalhes)            | Kevin Reynolds · Canadá       | Yuzuru Hanyu · Japão           | Yan Han · China                 | [ 24 ] |
| Taipei 2014 (detalhes)           | Takahito Mura · Japão         | Takahiko Kozuka · Japão        | Song Nan · China                | [ 25 ] |
| Seul 2015 (detalhes)             | Denis Ten · Cazaquistão       | Joshua Farris · Estados Unidos | Yan Han · China                 | [ 26 ] |
| Taipei 2016 (detalhes)           | Patrick Chan · Canadá         | Jin Boyang · China             | Yan Han · China                 | [ 27 ] |
| Gangneung 2017 (detalhes)        | Nathan Chen · Estados Unidos  | Yuzuru Hanyu · Japão           | Shoma Uno · Japão               | [ 28 ] |
| Taipei 2018 (detalhes)           | Jin Boyang · China            | Shoma Uno · Japão              | Jason Brown · Estados Unidos    | [ 29 ] |
| Anaheim 2019 (detalhes)          | Shoma Uno · Japão             | Jin Boyang · China             | Vincent Zhou · Estados Unidos   | [ 30 ] |

### Individual feminino
| Evento                           | Ouro                              | Prata                              | Bronze                            | Ref    |
| Halifax 1999 (detalhes)          | Tatiana Malinina · Uzbequistão    | Amber Corwin · Estados Unidos      | Angela Nikodinov · Estados Unidos | [ 31 ] |
| Osaka 2000 (detalhes)            | Angela Nikodinov · Estados Unidos | Stacey Pensgena · Estados Unidos   | Annie Bellemare · Canadá          | [ 31 ] |
| Salt Lake City 2001 (detalhes)   | Fumie Suguri · Japão              | Angela Nikodinov · Estados Unidos  | Yoshie Onda · Japão               | [ 31 ] |
| Jeonju 2002 (detalhes)           | Jennifer Kirk · Estados Unidos    | Shizuka Arakawa · Japão            | Yoshie Onda · Japão               | [ 31 ] |
| Pequim 2003 (detalhes)           | Fumie Suguri · Japão              | Shizuka Arakawa · Japão            | Yukari Nakano · Japão             | [ 31 ] |
| Hamilton 2004 (detalhes)         | Yukina Ota · Japão                | Cynthia Phaneuf · Canadá           | Amber Corwin · Estados Unidos     | [ 31 ] |
| Gangneung 2005 (detalhes)        | Fumie Suguri · Japão              | Yoshie Onda · Japão                | Jennifer Kirk · Estados Unidos    | [ 31 ] |
| Colorado Springs 2006 (detalhes) | Katy Taylor · Estados Unidos      | Yukari Nakano · Japão              | Beatrisa Liang · Estados Unidos   | [ 31 ] |
| Colorado Springs 2007 (detalhes) | Kimmie Meissner · Estados Unidos  | Emily Hughes · Estados Unidos      | Joannie Rochette · Canadá         | [ 31 ] |
| Goyang 2008 (detalhes)           | Mao Asada · Japão                 | Joannie Rochette · Canadá          | Miki Ando · Japão                 | [ 31 ] |
| Vancouver 2009 (detalhes)        | Kim Yu-Na · Coreia do Sul         | Joannie Rochette · Canadá          | Mao Asada · Japão                 | [ 31 ] |
| Jeonju 2010 (detalhes)           | Mao Asada · Japão                 | Akiko Suzuki · Japão               | Caroline Zhang · Estados Unidos   | [ 31 ] |
| Taipei 2011 (detalhes)           | Miki Ando · Japão                 | Mao Asada · Japão                  | Mirai Nagasu · Estados Unidos     | [ 31 ] |
| Colorado Springs 2012 (detalhes) | Ashley Wagner · Estados Unidos    | Mao Asada · Japão                  | Caroline Zhang · Estados Unidos   | [ 31 ] |
| Osaka 2013 (detalhes)            | Mao Asada · Japão                 | Akiko Suzuki · Japão               | Kanako Murakami · Japão           | [ 32 ] |
| Taipei 2014 (detalhes)           | Kanako Murakami · Japão           | Satoko Miyahara · Japão            | Li Zijun · China                  | [ 33 ] |
| Seul 2015 (detalhes)             | Polina Edmunds · Estados Unidos   | Satoko Miyahara · Japão            | Rika Hongo · Japão                | [ 34 ] |
| Taipei 2016 (detalhes)           | Satoko Miyahara · Japão           | Mirai Nagasu · Estados Unidos      | Rika Hongo · Japão                | [ 35 ] |
| Gangneung 2017 (detalhes)        | Mai Mihara · Japão                | Gabrielle Daleman · Canadá         | Mirai Nagasu · Estados Unidos     | [ 36 ] |
| Taipei 2018 (detalhes)           | Kaori Sakamoto · Japão            | Mai Mihara · Japão                 | Satoko Miyahara · Japão           | [ 37 ] |
| Anaheim 2019 (detalhes)          | Rika Kihira · Japão               | Elizabet Tursynbaeva · Cazaquistão | Mai Mihara · Japão                | [ 38 ] |

### Duplas
| Evento                           | Ouro                                        | Prata                                                | Bronze                                              | Ref    |
| Halifax 1999 (detalhes)          | Shen Xue · Zhao Hongbo · China              | Kristy Sargeant · Kris Wirtz · Canadá                | Danielle Hartsell · Steve Hartsell · Estados Unidos | [ 39 ] |
| Osaka 2000 (detalhes)            | Jamie Salé · David Pelletier · Canadá       | Kyoko Ina · John Zimmerman · Estados Unidos          | Tiffany Scott · Phillip Dulebohn · Estados Unidos   | [ 39 ] |
| Salt Lake City 2001 (detalhes)   | Jamie Salé · David Pelletier · Canadá       | Shen Xue · Zhao Hongbo · China                       | Kyoko Ina · John Zimmerman · Estados Unidos         | [ 39 ] |
| Jeonju 2002 (detalhes)           | Pang Qing · Tong Jian · China               | Anabelle Langlois · Patrice Archetto · Canadá        | Zhang Dan · Zhang Hao · China                       | [ 39 ] |
| Pequim 2003 (detalhes)           | Shen Xue · Zhao Hongbo · China              | Pang Qing · Tong Jian · China                        | Zhang Dan · Zhang Hao · China                       | [ 39 ] |
| Hamilton 2004 (detalhes)         | Pang Qing · Tong Jian · China               | Zhang Dan · Zhang Hao · China                        | Valérie Marcoux · Craig Buntin · Canadá             | [ 39 ] |
| Gangneung 2005 (detalhes)        | Zhang Dan · Zhang Hao · China               | Pang Qing · Tong Jian · China                        | Kathryn Orscher · Garrett Lucash · Estados Unidos   | [ 39 ] |
| Colorado Springs 2006 (detalhes) | Rena Inoue · John Baldwin · Estados Unidos  | Utako Wakamatsu · Jean-Sébastien Fecteau · Canadá    | Elizabeth Putnam · Sean Wirtz · Canadá              | [ 39 ] |
| Colorado Springs 2007 (detalhes) | Shen Xue · Zhao Hongbo · China              | Pang Qing · Tong Jian · China                        | Rena Inoue · John Baldwin · Estados Unidos          | [ 39 ] |
| Goyang 2008 (detalhes)           | Pang Qing · Tong Jian · China               | Zhang Dan · Zhang Hao · China                        | Brooke Castile · Benjamin Okolski · Estados Unidos  | [ 39 ] |
| Vancouver 2009 (detalhes)        | Pang Qing · Tong Jian · China               | Jessica Dubé · Bryce Davison · Canadá                | Zhang Dan · Zhang Hao · China                       | [ 39 ] |
| Jeonju 2010 (detalhes)           | Zhang Dan · Zhang Hao · China               | Keauna McLaughlin · Rockne Brubaker · Estados Unidos | Meagan Duhamel · Craig Buntin · Canadá              | [ 39 ] |
| Taipei 2011 (detalhes)           | Pang Qing · Tong Jian · China               | Meagan Duhamel · Eric Radford · Canadá               | Paige Lawrence · Rudi Swiegers · Canadá             | [ 39 ] |
| Colorado Springs 2012 (detalhes) | Sui Wenjing · Han Cong · China              | Caydee Denney · John Coughlin · Estados Unidos       | Mary Beth Marley · Rockne Brubaker · Estados Unidos | [ 39 ] |
| Osaka 2013 (detalhes)            | Meagan Duhamel · Eric Radford · Canadá      | Kirsten Moore-Towers · Dylan Moscovitch · Canadá     | Marissa Castelli · Simon Shnapir · Estados Unidos   | [ 40 ] |
| Taipei 2014 (detalhes)           | Sui Wenjing · Han Cong · China              | Tarah Kayne · Daniel O'Shea · Estados Unidos         | Alexa Scimeca · Chris Knierim · Estados Unidos      | [ 41 ] |
| Seul 2015 (detalhes)             | Meagan Duhamel · Eric Radford · Canadá      | Peng Cheng · Zhang Hao · China                       | Pang Qing · Tong Jian · China                       | [ 42 ] |
| Taipei 2016 (detalhes)           | Sui Wenjing · Han Cong · China              | Alexa Scimeca · Chris Knierim · Estados Unidos       | Yu Xiaoyu · Jin Yang · China                        | [ 43 ] |
| Gangneung 2017 (detalhes)        | Sui Wenjing · Han Cong · China              | Meagan Duhamel · Eric Radford · Canadá               | Liubov Ilyushechkina · Dylan Moscovitch · Canadá    | [ 44 ] |
| Taipei 2018 (detalhes)           | Tarah Kayne · Danny O'Shea · Estados Unidos | Ashley Cain · Timothy LeDuc · Estados Unidos         | Ryom Tae-ok · Kim Ju-sik · Coreia do Norte          | [ 45 ] |
| Anaheim 2019 (detalhes)          | Sui Wenjing · Han Cong · China              | Kirsten Moore-Towers · Michael Marinaro · Canadá     | Peng Cheng · Jin Yang · China                       | [ 46 ] |

### Dança no gelo
| Evento                           | Ouro                                               | Prata                                             | Bronze                                              | Ref    |
| Halifax 1999 (detalhes)          | Shae-Lynn Bourne · Victor Kraatz · Canadá          | Chantal Lefebvre · Michel Brunet · Canadá         | Naomi Lang · Peter Tchernyshev · Estados Unidos     | [ 47 ] |
| Osaka 2000 (detalhes)            | Naomi Lang · Peter Tchernyshev · Estados Unidos    | Marie-France Dubreuil · Patrice Lauzon · Canadá   | Jamie Silverstein · Justin Pekarek · Estados Unidos | [ 47 ] |
| Salt Lake City 2001 (detalhes)   | Shae-Lynn Bourne · Victor Kraatz · Canadá          | Naomi Lang · Peter Tchernyshev · Estados Unidos   | Marie-France Dubreuil · Patrice Lauzon · Canadá     | [ 47 ] |
| Jeonju 2002 (detalhes)           | Naomi Lang · Peter Tchernyshev · Estados Unidos    | Tanith Belbin · Benjamin Agosto · Estados Unidos  | Megan Wing · Aaron Lowe · Canadá                    | [ 47 ] |
| Pequim 2003 (detalhes)           | Shae-Lynn Bourne · Victor Kraatz · Canadá          | Tanith Belbin · Benjamin Agosto · Estados Unidos  | Naomi Lang · Peter Tchernyshev · Estados Unidos     | [ 47 ] |
| Hamilton 2004 (detalhes)         | Tanith Belbin · Benjamin Agosto · Estados Unidos   | Marie-France Dubreuil · Patrice Lauzon · Canadá   | Megan Wing · Aaron Lowe · Canadá                    | [ 47 ] |
| Gangneung 2005 (detalhes)        | Tanith Belbin · Benjamin Agosto · Estados Unidos   | Melissa Gregory · Denis Petukhov · Estados Unidos | Lydia Manon · Ryan O'Meara · Estados Unidos         | [ 47 ] |
| Colorado Springs 2006 (detalhes) | Tanith Belbin · Benjamin Agosto · Estados Unidos   | Morgan Matthews · Maxim Zavozin · Estados Unidos  | Tessa Virtue · Scott Moir · Canadá                  | [ 47 ] |
| Colorado Springs 2007 (detalhes) | Marie-France Dubreuil · Patrice Lauzon · Canadá    | Tanith Belbin · Benjamin Agosto · Estados Unidos  | Tessa Virtue · Scott Moir · Canadá                  | [ 47 ] |
| Goyang 2008 (detalhes)           | Tessa Virtue · Scott Moir · Canadá                 | Meryl Davis · Charlie White · Estados Unidos      | Kimberly Navarro · Brent Bommentre · Estados Unidos | [ 47 ] |
| Vancouver 2009 (detalhes)        | Meryl Davis · Charlie White · Estados Unidos       | Tessa Virtue · Scott Moir · Canadá                | Emily Samuelson · Evan Bates · Estados Unidos       | [ 47 ] |
| Jeonju 2010 (detalhes)           | Kaitlyn Weaver · Andrew Poje · Canadá              | Allie Hann-McCurdy · Michael Coreno · Canadá      | Madison Hubbell · Keiffer Hubbell · Estados Unidos  | [ 47 ] |
| Taipei 2011 (detalhes)           | Meryl Davis · Charlie White · Estados Unidos       | Maia Shibutani · Alex Shibutani · Estados Unidos  | Vanessa Crone · Paul Poirier · Canadá               | [ 47 ] |
| Colorado Springs 2012 (detalhes) | Tessa Virtue · Scott Moir · Canadá                 | Meryl Davis · Charlie White · Estados Unidos      | Kaitlyn Weaver · Andrew Poje · Canadá               | [ 47 ] |
| Osaka 2013 (detalhes)            | Meryl Davis · Charlie White · Estados Unidos       | Tessa Virtue · Scott Moir · Canadá                | Madison Chock · Evan Bates · Estados Unidos         | [ 48 ] |
| Taipei 2014 (detalhes)           | Madison Hubbell · Zachary Donohue · Estados Unidos | Piper Gilles · Paul Poirier · Canadá              | Alexandra Aldridge · Daniel Eaton · Estados Unidos  | [ 49 ] |
| Seul 2015 (detalhes)             | Kaitlyn Weaver · Andrew Poje · Canadá              | Madison Chock · Evan Bates · Estados Unidos       | Maia Shibutani · Alex Shibutani · Estados Unidos    | [ 50 ] |
| Taipei 2016 (detalhes)           | Maia Shibutani · Alex Shibutani · Estados Unidos   | Madison Chock · Evan Bates · Estados Unidos       | Kaitlyn Weaver · Andrew Poje · Canadá               | [ 51 ] |
| Gangneung 2017 (detalhes)        | Tessa Virtue · Scott Moir · Canadá                 | Maia Shibutani · Alex Shibutani · Estados Unidos  | Madison Chock · Evan Bates · Estados Unidos         | [ 52 ] |
| Taipei 2018 (detalhes)           | Kaitlin Hawayek · Jean-Luc Baker · Estados Unidos  | Carolane Soucisse · Shane Firus · Canadá          | Kana Muramoto · Chris Reed · Japão                  | [ 53 ] |
| Anaheim 2019 (detalhes)          | Sui Wenjing · Han Cong · China                     | Kirsten Moore-Towers · Michael Marinaro · Canadá  | Peng Cheng · Jin Yang · China                       | [ 54 ] |

## Quadro de medalhas
| Ordem | País            | Medalha de ouro | Medalha de prata | Medalha de bronze |     |
| ----- | --------------- | --------------- | ---------------- | ----------------- | --- |
| 1     | Estados Unidos  | 24              | 25               | 37                | 86  |
| 2     | Canadá          | 20              | 25               | 18                | 63  |
| 3     | Japão           | 20              | 20               | 14                | 54  |
| 4     | China           | 17              | 13               | 14                | 44  |
| 5     | Cazaquistão     | 1               | 1                |                   | 2   |
| 6     | Coreia do Sul   | 1               |                  |                   | 1   |
| 6     | Uzbequistão     | 1               |                  |                   | 1   |
| 8     | Coreia do Norte |                 |                  | 1                 | 1   |
| TOTAL | TOTAL           | 84              | 84               | 84                | 252 |